# Улица Отто Шмидта (Екатеринбург)
У́лица О́тто Шми́дта (до 1938 — 3-я За́городная) — улица в жилом районе «Южный» Ленинского административного района Екатеринбурга.

## Происхождение и история названий
Первоначальное название 3-я Загородная улица получила потому, что на момент планирования её трассировки она находилась за городской чертой и входила в систему семи Загородных улиц, находившихся южнее современной улицы Большакова. Своё современное название улица получила в 1934 году в честь выдающегося русского учёного и географа, исследователя Арктики Отто Юльевича Шмидта (1891—1956).

## Расположение и благоустройство
Улица Отто Шмидта идёт с востока на запад между улицами Фрунзе и Щорса. Начинается от пересечения с улицей Серова и заканчивается у Т-образного перекрёстка у и 8 Марта, проектируется и застраивается участок от улицы Машинной до Паркового пруда. До реконструкции улица находилась между Московской улицей и берегом реки Исети. Современная улица Отто Шмидта пересекается с улицами Сурикова и Уктусская. Протяжённость улицы составляет 790 метров, а с застроенными участками около 2300 метров. Ширина проезжей части в среднем — около 6 м (по одной полосе в каждую сторону движения).
На протяжении улицы имеются один светофор, нерегулируемых пешеходных переходов не имеется. С обеих сторон улица оборудована тротуарами.

## История
Улица была предусмотрена ещё планом Екатеринбурга 1826 года, но была безымянной. Все последующие генеральные планы города также предусматривали на её месте трассировку улицы.
Застройка улицы началась в последней четверти XIX века. На плане 1880 года по улице отмечены лишь два дома, заселение улицы активизировалось на рубеже XIX и XX веков. К 1913 году в списке домовладельцев на улице насчитывалось 23 фамилии, в основном являвшимися представителями мещанского и крестьянского сословия. Улица огибала с южной стороны площадь, образовавшуюся в районе 2-й Загородной улицы (современная Фрунзе) и называвшуюся в конце XIX века Меновой, а позднее Цыганской.
Планы 1920-х годов фиксируют двухстороннюю застройку между улицами Серова и Белинского. Улица была полностью застроена в 1940-е годы. В 1960-х — 1980-х годах улица подверглась серьёзной реконструкции, в ходе которой были застроены многие её участки. На их месте появились жилые комплексы с дворовыми пространствами

## Транспорт

### Наземный общественный транспорт
Движение наземного общественного транспорта по улице не осуществляется. Рядом со станцией метро «Чкаловская» находится остановка «Автовокзал»:
Автобус: № 12, 20, 23, 37, 38, 42, 50а, 50 м, 57;
Трамвай: № 1, 4, 5, 9, 14, 15, 25, 27;
Троллейбус: № 11, 14;
Маршрутное такси: № 010, 011, 012, 016, 018, 019, 024, 025, 030, 038, 039, 047, 050, 055, 056, 057, 067, 083, 113, 159, 197, 198.

### Ближайшие станции метро
В 300 м южнее перекрёстка улиц 8 Марта-Отто Шмидта находится станция метро  «Чкаловская».